# Mils Muliaina
Junior Malili Muliaina, detto Mils (Salelesi, 31 luglio 1980), è un ex rugbista a 15 neozelandese di origine samoana, giocava nel ruolo di estremo ed è stato campione del mondo nel 2011 con gli All Blacks dei quali, alla data del suo ritiro internazionale, era il terzo giocatore per numero di presenze (100).

## Biografia
Muliaina, nato a Salelesi ― un piccolo villaggio samoano del distretto di Atua ― nel 1980 ma cresciuto a Invercargill fin dall'età di tre anni, quando la sua famiglia si trasferì in Nuova Zelanda, compì gli studi superiori alla Kelston School di Auckland per la cui squadra di rugby (all'epoca allenata dal futuro C.T. Graham Henry, che era anche il preside dell'istituto) militò; lì si guadagnò la convocazione nella rappresentativa neozelandese Under-19, poi quella Under-21, quella a sette e infine la Nazionale A.
Già campione nazionale con Auckland nel 1999, esordì in Super Rugby nel 2001 con la franchise dei Blues, con i quali nel 2003 si aggiudicò il torneo.
Quello stesso anno esordì anche negli All Blacks in occasione di una sconfitta interna 13-15 contro l'Inghilterra a Wellington, a partita in corso come sostituto di Joe Rokocoko.
Da allora divenne titolare fisso, principalmente nel ruolo di estremo ma, talora, anche come ala oppure centro, altre posizioni che ha ammesso risultargli congeniali.
Nel 2003 prese parte alla Coppa del Mondo in Australia dove gli All Blacks giunsero terzi dopo la sconfitta in semifinale contro i padroni di casa degli Wallabies, e nel 2004 disputò la sua ultima stagione ad Auckland; dal 2005 fu alla provincia di Waikato, con cui vinse il campionato provinciale nazionale nel 2006, e alla relativa franchise di Super Rugby degli Chiefs.
Fece, ancora, parte della squadra che prese parte alla Coppa del Mondo di rugby 2007 in Francia, ma anche in tale occasione gli All Blacks si dovettero arrendere alla squadra di casa ai quarti di finale.
Tra il 2008 e il 2010 prese parte ai due tour nelle Isole britanniche che si risolsero in altrettanti Grandi Slam della Nuova Zelanda e, nel 2011, fece parte dei 30 convocati iniziali alla Coppa del Mondo che gli All Blacks disputarono in casa.
Durante tale torneo, che si risolse nella vittoria della Coppa da parte della Nuova Zelanda, nell'incontro della fase a gironi contro l'Argentina Muliaina giunse alla sua centesima partita con gli All Blacks, secondo nella storia della Nazionale neozelandese a raggiungere tale traguardo a due settimane di distanza da Richie McCaw, ma non ebbe modo di celebrare l'evento perché durante l'incontro subì un infortunio che lo costrinse ad abbandonare la competizione e rese necessaria la chiamata di Hosea Gear in sostituzione.
Il centesimo incontro internazionale di Muliaina fu pure l'ultimo, in quanto il giocatore, all'indomani dell'infortunio, annunciò il suo ritiro internazionale, che sarebbe comunque giunto alla fine della Coppa del Mondo, avendo questi firmato un contratto biennale con il club giapponese degli NTT Red Hurricanes.
Dopo un breve ritorno agli Chiefs nel Super Rugby 2014, si trasferì in Europa in Pro12 nelle file degli irlandesi del Connacht e, nel 2015-16, per un anno di contratto alla franchise federale italiana delle Zebre.
Del maggio 2012 è altresì un invito dei Barbarians per una serie di match contro i XV di Inghilterra, Galles e Irlanda.

## Palmarès
- Coppe del mondo: 1
Nuova Zelanda: 2011
- Super Rugby: 1
Blues: 2003
- National Provincial Championship: 5
Auckland: 1999, 2002, 2003, 2005
Waikato: 2006